# Bram Verbruggen
Bram Verbruggen (Aarschot, 14 januari 1987) is een Belgisch meteoroloog en weerman op radio en televisie bij VRT.

## Levensloop
Als 16-jarige werd Verbruggen lid van de Royal Belgian Aircadets, een jongerenstage van het Belgisch leger. Hij werd er gebeten door alles wat met luchtvaart te maken had, en maakte er kennis met zowel de theoretische als praktische kant van meteorologie. 
In 2005 startte hij een militaire vorming aan de Koninklijke Militaire School en studeerde af in 2010 als officier en Master in de Sociale en Militaire Wetenschappen. Nadien studeerde hij meteorologie aan de Met Office in Engeland, gevolgd door een praktijkopleiding in België.   
Van 2011 tot 2017 werkte hij als militair meteoroloog bij Meteo Wing, de meteorologische afdeling de Belgische Lucht- en Ruimtecomponent en Defensie. Hij werkte er als leidinggevende, maar deed ook praktijkervaring op als meteoroloog op de vliegbasis Kleine-Brogel, het Meteo Center van de Meteo Wing in Beauvechain en was NATO Weather Forecaster tijdens de operatie ISAF in Afghanistan. Ook onderwees hij meteorologie aan de toekomstige gevechtspiloten van de Belgische Luchtmacht. 
Van 2017 tot 2020 werkte Verbruggen als protocolofficier op het kabinet van de Chef Defensie, waar hij instond voor de begeleiding van staatsbezoeken en militaire parades.
Sinds 5 november 2018 is Verbruggen is weerman op de VRT-radiozender MNM, waar hij het weerbericht presenteert en als weerexpert optreedt. Dit deed hij aanvankelijk afwisselend met Frank Deboosere, die in maart 2023 met pensioen ging. Op 6 februari 2019 werd Verbruggen ook weerman op Eén, afwisselend met Deboosere en Sabine Hagedoren, circa eens per week. Daarnaast bericht hij online op de VRT-kanalen over het weer. Hij combineerde deze job met zijn officiersfunctie bij het Belgisch leger.
Sinds de pensionering van Deboosere is Bram Verbruggen voltijds weerman bij VRT.
Als weerman is Verbruggen bezorgd om de klimaatverstoring. Hij geeft geregeld lezingen over weer en klimaat. 